# Trionfo

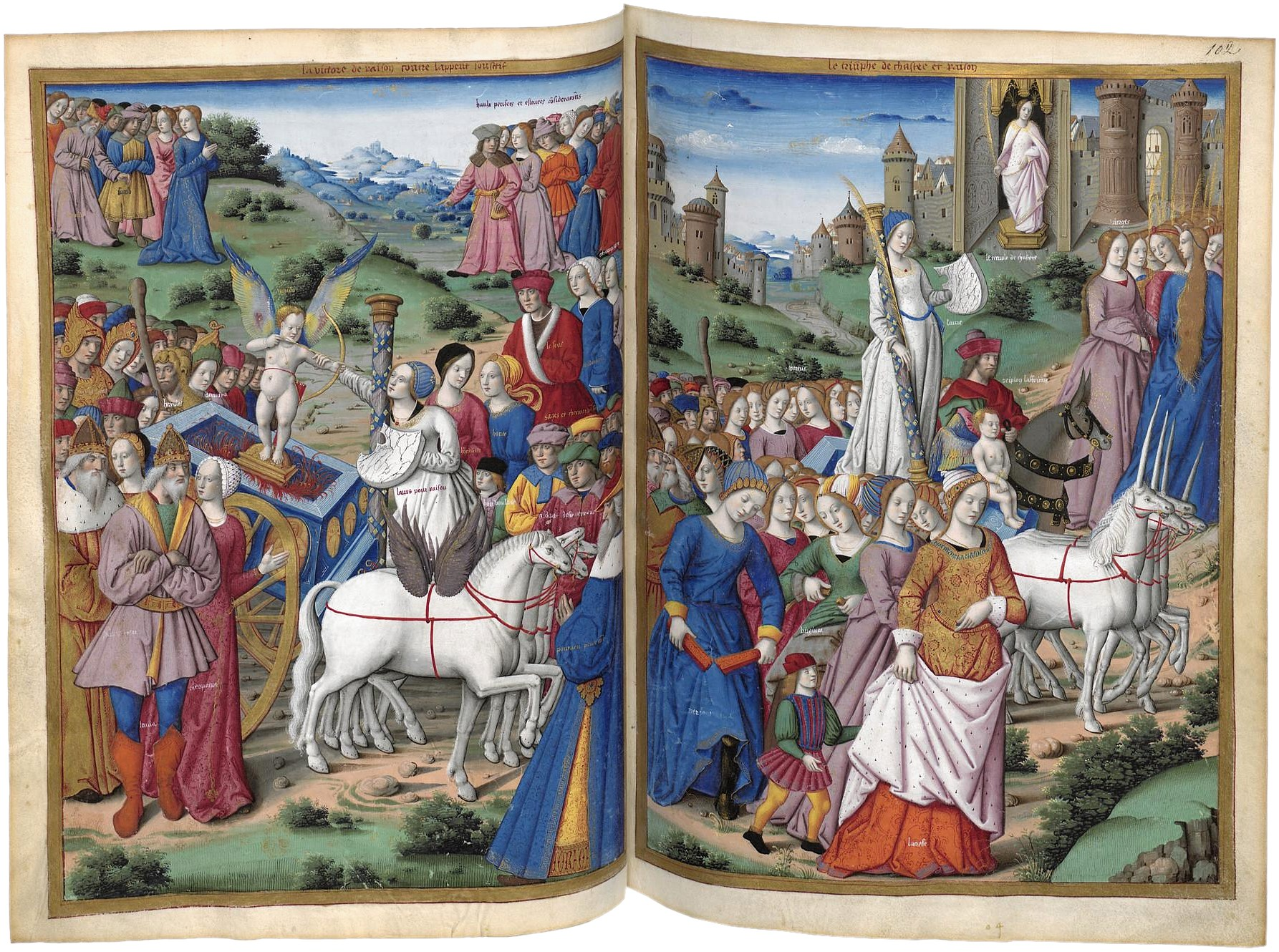
Dois carros triunfais, carregando a Castidade (puxado por unicórnios) e o Amor, século XVI

Trionfo (Italiano: [triˈoɱfo]) é uma palavra italiana que significa "triunfo", também "procissão triunfal", e um carro ou carro alegórico triunfal em tal procissão. A clássica procissão triunfal dos generais e imperadores vitoriosos, conhecida como triunfo romano, foi reavivada para "Entradas" por governantes e ocasiões semelhantes do início da Renascença na Itália dos séculos XIV e XV e era um tipo importante de festival, celebrado com grande extravagância. Os carros são mostrados como veículos de quatro rodas com teto aberto, muitos claramente utilitários, feitos para a ocasião. Outros eram carruagens de duas rodas. Na arte, eles podem ser puxados por todos os tipos de animais exóticos.